# Impedància acústica
La impedància acústica i la impedància acústica específica són mesures de la resistència que un sistema presenta a la fluïdesa acústica resultant d'una pressió acústica aplicada a un sistema. La unitat del SI de la impedància acústica és el pascal segon per metre cúbic (Pa·s/m³) o el rayl per metre quadrat (rayl/m²), mentre que per la impedància acústica és el pascal segon per metre (Pa·s/m) o el rayl. En aquest article el símbol rayl denota el MKS rayl.
Existeix una analogia directa amb la impedància elèctrica, la qual mesura la resistència que un sistema presenta a una corrent elèctrica resultant d'un voltatge elèctric aplicat al sistema.

## Definicions matemàtiques

### Impedància acústica
Per sistemes lineals invariants en el temps, la relació entre la pressió acústica aplicada al sistema i el flux volumètric a través d'una superfície perpendicular a la direcció d'aquesta pressió al punt d'aplicació és donada per:
{\displaystyle p(t)=[R*Q](t)},
o equivalentment:
{\displaystyle Q(t)=[G*p](t)},
on
- p és la pressió acústica;
- Q és el flux volumètric acústic;
- {\displaystyle *} és l'operació de convolució;
- R és la resistència acústica en el domini temporal;
- G=R−1 és la conductància acústica en el domini temporal (R-1 és la convolució inversa de R).

La impedància acústica, denotada Z, és la transformada de Laplace, o la transformada de Fourier, o la representació analítica del domini temporal de la resistència acústica:
{\displaystyle Z(s){\stackrel {\mathrm {def} }{{}={}}}{\mathcal {L}}[R](s)={\frac {{\mathcal {L}}[p](s)}{{\mathcal {L}}[Q](s)}},}
{\displaystyle Z(\omega ){\stackrel {\mathrm {def} }{{}={}}}{\mathcal {F}}[R](\omega )={\frac {{\mathcal {F}}[p](\omega )}{{\mathcal {F}}[Q](\omega )}},}
{\displaystyle Z(t){\stackrel {\mathrm {def} }{{}={}}}R_{\mathrm {a} }(t)={\frac {1}{2}}\!\left[p_{\mathrm {a} }*\left(Q^{-1}\right)_{\mathrm {a} }\right]\!(t),}
on
- {\displaystyle {\mathcal {L}}} és l'operador de la transformada de Laplace;
- {\displaystyle {\mathcal {F}}} és l'operador de la transformada de Fourier;
- subíndex "a" és la representació analítica de l'operador;
- Q −1 és la convolució inversa de Q.

La resistència acústica, denotada R, i la reactància acústica, denotada X, són la part real i la part imaginària de la impedància acústica, respectivament.
{\displaystyle Z(s)=R(s)+iX(s),}
{\displaystyle Z(\omega )=R(\omega )+iX(\omega ),}
{\displaystyle Z(t)=R(t)+iX(t),}
on
- i és la unitat imaginària;
- a Z(s), R(s) no és la transformada de Laplace del domini temporal de la resistència acústica R(t), la Z(s) l'és;
- a Z(ω), R(ω) no és la transformada de Fourier del domini temporal de la resistència acústica R(t), la Z(ω) l'és;
- a Z(t), R(t) és el domini temporal de la resistència acústica i X(t) és la transformada de Hilbert del domini temporal de la resistència acústica R(t), segons la definició de la representació analítica.

Reactància acústica inductiva, denotada XL, i la reactància acústica capacitiva, denotada XC, són les parts positives i parts negatives de la reactància acústica, respectivament:
{\displaystyle X(s)=X_{L}(s)-X_{C}(s),}
{\displaystyle X(\omega )=X_{L}(\omega )-X_{C}(\omega ),}
{\displaystyle X(t)=X_{L}(t)-X_{C}(t).}
L'admissió acústica, denotada Y, és la transformada de Laplace, o la transformada de Fourier, o la representació analítica del domini temporal de la conductància acústica:
{\displaystyle Y(s){\stackrel {\mathrm {def} }{{}={}}}{\mathcal {L}}[G](s)={\frac {1}{Z(s)}}={\frac {{\mathcal {L}}[Q](s)}{{\mathcal {L}}[p](s)}},}
{\displaystyle Y(\omega ){\stackrel {\mathrm {def} }{{}={}}}{\mathcal {F}}[G](\omega )={\frac {1}{Z(\omega )}}={\frac {{\mathcal {F}}[Q](\omega )}{{\mathcal {F}}[p](\omega )}},}
{\displaystyle Y(t){\stackrel {\mathrm {def} }{{}={}}}G_{\mathrm {a} }(t)=Z^{-1}(t)={\frac {1}{2}}\!\left[Q_{\mathrm {a} }*\left(p^{-1}\right)_{\mathrm {a} }\right]\!(t),}
on
- Z −1 és la convolució inversa de Z;
- p −1 és la convolució inversa de p.

La conductància acústica, denotada G, i la susceptibilitat acústica, denotada B, són la part real i la part imaginària de l'admissió acústica respectivament:
{\displaystyle Y(s)=G(s)+iB(s),}
{\displaystyle Y(\omega )=G(\omega )+iB(\omega ),}
{\displaystyle Y(t)=G(t)+iB(t),}
on
- a Y(s), G(s) no és la transformada de Laplace del domini temporal de la conductància acústica G(t), la Y(s) l'és;
- a Y(ω), G(ω) no és la transformada de Fourier del domini temporal de la conductància acústica G(t), la Y(ω) l'és;
- a Y(t), G(t) és el domini temporal de la conductància acústica i B(t) és la transformada de Hilbert del domini temporal de la conductància acústica G(t), segons la definició de la representació analítica.

La resistència acústica representa la transferència d'energia d'una ona acústica. La pressió i el moviment estàn en fase, per tant es treballa en el medi que hi ha enfront l'ona; també representa la pressió que està desfasada amb el moviment i que no provoca cap transferència d'energia mitjana. Per exemple, una bombeta tancada connectada a un tub d'orga tindrà una certa pressió, però al estar en contrafase no s'hi transmetrà energia neta. Mentre la pressió augmenta, l'aire es mou endins, i mentre decau, l'aire es mou enfora, però la mitjana de pressió quan l'aire es mou endins és el mateix que quan es mou enfora, per tant la potència fluctua anant i tornant, però sense transferència mitjana temporal d'energia. Una altra analogia elèctrica és un condensador connectat a través d'una línia elèctrica: el corrent flueix a través del condensador però està desfasat amb el voltatge, per tant no s'hi transmet potència neta.

### Impedància acústica específica
Per sistemes lineals invariants en el temps, la relació entre la pressió acústica aplicada al sistema i la velocitat resultant de les partícules en la direcció d'aquesta pressió en el seu punt d'aplicació ve donada per:
{\displaystyle p(t)=[r*v](t),}
o equivalentment:
{\displaystyle v(t)=[g*p](t),}
on
- p és la pressió acústica;
- v és la velocitat de les partícules;
- r és la resistència acústica específica en el domini temporal;
- g = r −1 és la conductància acústica específica en el domini temporal (r −1 és la convolució inversa de r).

La impedància acústica específica, denotada z és la transformada de Laplace, o la transformada de Fourier, o la representació analítica del domini temporal de la resistència acústica específica:
{\displaystyle z(s){\stackrel {\mathrm {def} }{{}={}}}{\mathcal {L}}[r](s)={\frac {{\mathcal {L}}[p](s)}{{\mathcal {L}}[v](s)}},}
{\displaystyle z(\omega ){\stackrel {\mathrm {def} }{{}={}}}{\mathcal {F}}[r](\omega )={\frac {{\mathcal {F}}[p](\omega )}{{\mathcal {F}}[v](\omega )}},}
{\displaystyle z(t){\stackrel {\mathrm {def} }{{}={}}}r_{\mathrm {a} }(t)={\frac {1}{2}}\!\left[p_{\mathrm {a} }*\left(v^{-1}\right)_{\mathrm {a} }\right]\!(t),}
on v-1 és la convolució inversa de v.
La resistència acústica específica, denotada r, i la reactància acústica específica, denotada x, són la part real i la part imaginària de la impedància acústica específica, respectivament:
{\displaystyle z(s)=r(s)+ix(s),}
{\displaystyle z(\omega )=r(\omega )+ix(\omega ),}
{\displaystyle z(t)=r(t)+ix(t),}
on
- a z(s), r(s) no és la transformada de Laplace del domini temporal de la resistència acústica r(t), la z(s) l'és;
- a z(ω), r(ω) no és la transformada de Fourier del domini temporal de la resistència acústica r(t), la z(ω) l'és;
- a z(t), r(t) és el domini temporal de la resistència acústica i x(t) és la transformada de Hilbert del domini temporal de la resistència acústica r(t), segons la definició de la representació analítica.

La reactància inductiva acústica específica, denotada xL, i la reactància capacitativa acústica específica, denotada xC, són la part positiva i la part negativa de la reactància acústica específica, respectivament:
{\displaystyle x(s)=x_{L}(s)-x_{C}(s),}
{\displaystyle x(\omega )=x_{L}(\omega )-x_{C}(\omega ),}
{\displaystyle x(t)=x_{L}(t)-x_{C}(t).}
L'admissió acústica específica, denotada y, és la transformada de Laplace, o la transformada de Fourier, o la representació analítica del domini temporal de la conductància acústica:
{\displaystyle y(s){\stackrel {\mathrm {def} }{{}={}}}{\mathcal {L}}[g](s)={\frac {1}{z(s)}}={\frac {{\mathcal {L}}[v](s)}{{\mathcal {L}}[p](s)}},}
{\displaystyle y(\omega ){\stackrel {\mathrm {def} }{{}={}}}{\mathcal {F}}[g](\omega )={\frac {1}{z(\omega )}}={\frac {{\mathcal {F}}[v](\omega )}{{\mathcal {F}}[p](\omega )}},}
{\displaystyle y(t){\stackrel {\mathrm {def} }{{}={}}}g_{\mathrm {a} }(t)=z^{-1}(t)={\frac {1}{2}}\!\left[v_{\mathrm {a} }*\left(p^{-1}\right)_{\mathrm {a} }\right]\!(t),}
on
- z−1 és la convolució inversa de z;
- p −1 és la convolució inversa de p.

La conductància acústica específica, denotada g, i la susceptibilitat acústica específica, denotada b, són la part real i la part imaginària de l'admissió acústica específica respectivament:
{\displaystyle y(s)=g(s)+ib(s),}
{\displaystyle y(\omega )=g(\omega )+ib(\omega ),}
{\displaystyle y(t)=g(t)+ib(t),}
on
- a y(s), g(s) no és la transformada de Laplace del domini temporal de la conductància acústica g(t), la y(s) l'és;
- a y(ω), g(ω) no és la transformada de Fourier del domini temporal de la conductància acústica g(t), la y(ω) l'és;
- a y(t), g(t) és el domini temporal de la conductància acústica i b(t) és la transformada de Hilbert del domini temporal de la conductància acústica g(t), segons la definició de la representació analítica.

La impedància acústica especifica z és una propietat intensiva d'un medi particular (per exemple la z de l'aire o l'aigua pot ser especificada); per altra banda, la impedància acústica Z és una propietat extensa d'un medi i una geometria particular (per exemple la Z d'un conducte particular omplert d'aire pot ser especificat).

### Relació
Per a una ona unidimensional que travessa una obertura amb àrea A, el flux volumètric acústic Q és el volum del medi que passa per segon a través de l'obertura; si el flux acústic es mou a una distància dx = v dt, llavors el volum del medi passant a través és dV = A dx, per tant:
{\displaystyle Q={\frac {\mathrm {d} V}{\mathrm {d} t}}=A{\frac {\mathrm {d} x}{\mathrm {d} t}}=Av.}
Sempre i quan l'ona sigui només unidimensional:
{\displaystyle Z(s)={\frac {{\mathcal {L}}[p](s)}{{\mathcal {L}}[Q](s)}}={\frac {{\mathcal {L}}[p](s)}{A{\mathcal {L}}[v](s)}}={\frac {z(s)}{A}},}
{\displaystyle Z(\omega )={\frac {{\mathcal {F}}[p](\omega )}{{\mathcal {F}}[Q](\omega )}}={\frac {{\mathcal {F}}[p](\omega )}{A{\mathcal {F}}[v](\omega )}}={\frac {z(\omega )}{A}},}
{\displaystyle Z(t)={\frac {1}{2}}\!\left[p_{\mathrm {a} }*\left(Q^{-1}\right)_{\mathrm {a} }\right]\!(t)={\frac {1}{2}}\!\left[p_{\mathrm {a} }*\left({\frac {v^{-1}}{A}}\right)_{\mathrm {a} }\right]\!(t)={\frac {z(t)}{A}}.}

## Característiques de la impedància acústica
La llei constitutiva de l'acústica lineal no dispersiva en una dimensió aporta una relació entre tensió i deformació:
{\displaystyle p=-\rho c^{2}{\frac {\partial \delta }{\partial x}},}
on
- p és la pressió acústica al medi;
- ρ és la densitat volumètrica de la massa del medi;
- c és la velocitat de les ones del so viatjant a través del medi;
- δ és el desplaçament de partícula.
- x és l'espai variable al llarg de la direcció de propagació de les ones sonores.

Aquesta equació és vàlida tan per fluids i sòlids. Per
- fluids, ρc² = K (K correspon als mòduls de compressibilitat);
- solids, ρc² = K + 4/3 G (G correspon als mòduls de cisallament) per a ones longitudinals and ρc² = G for ones transversals.

La segona llei de Newton aplicada localment al medi dona:
{\displaystyle \rho {\frac {\partial ^{2}\delta }{\partial t^{2}}}=-{\frac {\partial p}{\partial x}}.}
Combinant aquesta equació amb l'anterior produeix l'equació d'ones unidimensionals:
{\displaystyle {\frac {\partial ^{2}\delta }{\partial t^{2}}}=c^{2}{\frac {\partial ^{2}\delta }{\partial x^{2}}}.}
Les ones planes
{\displaystyle \delta (\mathbf {r} ,\,t)=\delta (x,\,t)}
les quals són solucions d'aquesta equació d'ona estàn compostes per la suma de dues ones planes progressives viatjant a través x amb la mateixa velocitat en direccions oposades:
{\displaystyle \delta (\mathbf {r} ,\,t)=f(x-ct)+g(x+ct)}
de cada una se'n pot derivar
{\displaystyle v(\mathbf {r} ,\,t)={\frac {\partial \delta }{\partial t}}(\mathbf {r} ,\,t)=-c{\big [}f'(x-ct)-g'(x+ct){\big ]},}
{\displaystyle p(\mathbf {r} ,\,t)=-\rho c^{2}{\frac {\partial \delta }{\partial x}}(\mathbf {r} ,\,t)=-\rho c^{2}{\big [}f'(x-ct)+g'(x+ct){\big ]}.}
Per ones planes progressives:
{\displaystyle {\begin{cases}p(\mathbf {r} ,\,t)=-\rho c^{2}\,f'(x-ct)\\v(\mathbf {r} ,\,t)=-c\,f'(x-ct)\end{cases}}}
o
{\displaystyle {\begin{cases}p(\mathbf {r} ,\,t)=-\rho c^{2}\,g'(x+ct)\\v(\mathbf {r} ,\,t)=c\,g'(x+ct).\end{cases}}}
Finalment, la impedància acústica específica z és
{\displaystyle z(\mathbf {r} ,\,s)={\frac {{\mathcal {L}}[p](\mathbf {r} ,\,s)}{{\mathcal {L}}[v](\mathbf {r} ,\,s)}}=\pm \rho c,}
{\displaystyle z(\mathbf {r} ,\,\omega )={\frac {{\mathcal {F}}[p](\mathbf {r} ,\,\omega )}{{\mathcal {F}}[v](\mathbf {r} ,\,\omega )}}=\pm \rho c,}
{\displaystyle z(\mathbf {r} ,\,t)={\frac {1}{2}}\!\left[p_{\mathrm {a} }*\left(v^{-1}\right)_{\mathrm {a} }\right]\!(\mathbf {r} ,\,t)=\pm \rho c.}
El valor absolut d'aquesta impedància acústica és anomenada usualment, impedància acústica específica característica i denotada z0:
{\displaystyle z_{0}=\rho c.}
Les equacions també mostren que
{\displaystyle {\frac {p(\mathbf {r} ,\,t)}{v(\mathbf {r} ,\,t)}}=\pm \rho c=\pm z_{0}.}

### Efecte de la temperatura
La temperatura afecta a la velocitat del so i a la densitat de la massa i aquestes, a la impedància acústica específica.
| Temperatura, T (°C) | Velocitat del so, c (m/s) | Densitat de l'aire, ρ (kg/m3) | Característiques impedància acústica específica, z0 (Pa·s/m) |
| ------------------- | ------------------------- | ----------------------------- | ------------------------------------------------------------ |
| 35                  | 351.88                    | 1.1455                        | 403.2                                                        |
| 30                  | 349.02                    | 1.1644                        | 406.5                                                        |
| 25                  | 346.13                    | 1.1839                        | 409.4                                                        |
| 20                  | 343.21                    | 1.2041                        | 413.3                                                        |
| 15                  | 340.27                    | 1.2250                        | 416.9                                                        |
| 10                  | 337.31                    | 1.2466                        | 420.5                                                        |
| 5                   | 334.32                    | 1.2690                        | 424.3                                                        |
| 0                   | 331.30                    | 1.2922                        | 428.0                                                        |
| -5                  | 328.25                    | 1.3163                        | 432.1                                                        |
| -10                 | 325.18                    | 1.3413                        | 436.1                                                        |
| -15                 | 322.07                    | 1.3673                        | 440.3                                                        |
| -20                 | 318.94                    | 1.3943                        | 444.6                                                        |
| -25                 | 315.77                    | 1.4224                        | 449.1                                                        |

### Impedància acústica característica
Per a ones unidimensionals passant a través d'un obertura amb àrea A, Z = z/A, per tant si l'ona és plana progressiva:
{\displaystyle Z(\mathbf {r} ,\,s)=\pm {\frac {\rho c}{A}},}
{\displaystyle Z(\mathbf {r} ,\,\omega )=\pm {\frac {\rho c}{A}},}
{\displaystyle Z(\mathbf {r} ,\,t)=\pm {\frac {\rho c}{A}}.}
El valor absolut d'aquesta impedància acústica és usualment anomenada impedància acústica característica, i és denotada Z0:
{\displaystyle Z_{0}={\frac {\rho c}{A}}.}
i la impedància acústica específica característica és
{\displaystyle {\frac {p(\mathbf {r} ,\,t)}{Q(\mathbf {r} ,\,t)}}=\pm {\frac {\rho c}{A}}=\pm Z_{0}.}
Si l'obertura amb l'àrea A és l'inici d'un tub i una ona plana és enviada dins d'aquest tub, l'ona passant a través de l'obertura és una ona plana progressiva en absència de reflexos, i els reflexos generalment de l'altre extrem, sigui obert o tancat, són la suma de les ones viatjant d'un extrem a l'altre. (És possible no tenir reflexos quan el tub és molt llarg, perquè s'atenuen amb les parets del tub perquè tarden molt en arribar d'una punta a l'altre). Aquests reflexos i les ones estacionàries resultants són molt importants en el disseny i la utilització d'instruments musicals de vent.